# Битва при Нисо
Битва при Нисо (дат. Slaget ved Niså) — морское сражение, произошедшее 9 августа 1062 года между флотами норвежского короля Харальда III и короля Дании Свена II.

## Предыстория
После смерти Кнуда Могучего, короля Англии, Норвегии и Дании, Англия досталась его сыну Гарольду I, Дания другому сыну Хардекнуду, а Норвегия досталась Магнусу, сыну Олафа II. После смерти Хардекнуда, Магнус стал владеть Данией. После прибытия Харальда Хардрада в Норвегию, Магнус поделил королевство: ему досталась малая часть Норвегии и Дания. После смерти Магнуса Доброго, Дания перешла под контроль двоюродного брата Хардекнуда Свена Эстридсена. С этим Харальд Суровый был не согласен. С 1048 года он совершал набеги на Данию почти ежегодно, пытаясь вытеснить Свена из страны. Хотя набеги были в основном успешными, Харальду так и не удалось оккупировать Данию. С вторжением в 1062 году он стремился одержать решительную победу над Свеном.
Харальд III набрал 13 тысяч человек для похода на датского короля. К нему присоединился бежавший от Свена конунг Хакон Иварссон. 

## Ход сражения
Согласно исландскому автору саг Снорри Стурлусону, битва была заранее назначена на время и место около реки Нисо, но Свен не появился, как было согласовано. Поэтому Харальд отправил домой половину своих кораблей и непрофессиональную «крестьянскую армию», которые составляли около половины его сил. Когда корабли скрылись из виду, Свен наконец появился и вступил в бой с флотом Харальда. 
При появлении датского флота Харальд приказал связать корабли, чтобы не допустить разрывов в линии. Свен использовал ту же тактику. Битва началась вечером и продолжалась всю ночь. Обе стороны были равны в течение долгого времени битвы, пока Хакон Иварссон не вывел свои корабли с флангов и не начал атаковать ослабленные датские корабли на флангах. У Свена не было подобных резервных сил, и его флот был разбит к рассвету: 70 кораблей остались «пустыми», а остальные отступили. Король Свен прыгнул в воду с тонущего корабля и был спасен своим бывшим союзником Хаконом Иварссоном. 
После битвы Хакон был признан всеми, включая Харальда, героем битвы, но когда было обнаружено, что он спас врага, он впал в немилость.

## Результаты
Харальд ничем не добился этой победой: Хакон Иварссон отпустил короля Свена, вспомнив старые обиды на Харальда. Хотя Харальд выиграл битву, победа не была решающей, так как многим датским кораблям и людям удалось спастись, включая Свена. Экономическая и социальная структура Дании была разрушена ежегодными набегами, но длительная война также нанесла урон Норвегии. После битвы при Нисе у Харальда возникли проблемы со сбором налогов в Упланде, а также и в других областях. В 1064 году Харальд наконец предложил Свену безоговорочный мир без репараций или потери земель, и два короля заключили мир.